# Eine merkwürdige Karriere
Eine merkwürdige Karriere (Alternativtitel: Eine merkwürdige Geschichte und Die unglaubliche Karriere) ist eine französische Literaturverfilmung von Pierre Granier-Deferre aus dem Jahr 1981.

## Handlung
Louis Coline ist mit der jungen Nina verheiratet und arbeitet seit zwei Jahren als Assistent von Gérard Doutre in der Werbeabteilung des Kaufhauses Magasins. Die Abteilung bringt kaum Ergebnisse, was jedoch niemanden kümmert. Louis verbringt seine Zeit lieber mit Pokern und Pferdewetten. Als der Unternehmenschef an Krebs stirbt, ist allen klar, dass der Neue Dinge ändern wird. Bald häufen sich Gerüchte um den ominösen neuen Chef Bertrand Malair, von dem niemand weiß, wie er aussieht, wo er sich gerade aufhält, was er bisher getan hat und wann er in die Firma kommen wird. Gerade an einem Tag, an dem Louis verschläft, wartet Bertrand in seinem Büro auf ihn, stellt sich ihm vor und vereinbart, dass sie bei der offiziellen Begrüßungsrunde vorgeben werden, einander nie begegnet zu sein. Louis hält sich an die Vereinbarung, doch lässt Bertrand ihn auflaufen. Die nächsten Stunden ist sich Louis sicher, dass er entlassen werden wird. Seine Befürchtung scheint sich zu bewahrheiten, als er mit Doutre in ein gemeinsames, kleines Büro versetzt wird, während ihre bisherigen Räume von Bertrands Vertrauten François Lingre und Paul Belais bezogen werden.
Zu Louis’ Überraschung bittet ihn Bertrand schon bald zum Einzelgespräch und macht ihm deutlich, dass er in seinen Augen Leiter der Werbeabteilung ist, obwohl Doutre auch weiterhin ein höheres Gehalt beziehen wird. Bertrand, François und Paul beziehen Louis immer intensiver in ihr Arbeitsleben ein, wobei sie zwischen Düpierung und Belohnung wechseln. Durch das hohe Arbeitspensum, aber auch spontane Ausflüge in Clubs, verbringt Louis immer weniger Zeit mit seiner Frau, aber auch seiner Mutter und der hochbetagten Großmutter. Vor Nina verteidigt er sein Arbeitspensum und die Einschnitte in sein Privatleben. Forderungen Bertrands kann er nicht ablehnen und so lässt er es zu, dass Bertrand und François eines Tages in seiner Wohnung übernachten, da bei Bertrand renoviert wird. Weil sie auch eine zweite Nacht das Schlafzimmer der Familie in Beschlag nehmen, rebelliert Nina. Als sie beide aus der Wohnung werfen will, hält Louis sie zurück. Nina packt ihre Sachen und zieht zu einer Freundin.
Zwar ziehen Bertrand und François nach ein paar Tagen aus der Wohnung aus, doch hat Louis keine Eile, sich mit Nina auszusprechen. Erst Ninas Freundin macht ihr klar, dass sie zu Louis zurückkehren sollte. Louis wiederum verbringt die Zeit in Bertrands Wohnung. François und er arbeiten nicht, sondern übernachten dort – in ständiger Bereitschaft, von Bertrand geweckt zu werden, wenn er sie braucht. Nina erkennt, dass sich Louis nicht geändert hat, und verlässt ihn endgültig. Louis berichtet Bertrand davon, der gleichgültig reagiert. Louis stürzt sich in Arbeit; erst spät erfährt er, dass seine von ihm sehr geliebte Großmutter verstorben ist. Auf der Beerdigung sieht er Nina wieder. Als er lobend erwähnt, dass auch Bertrand und François zur Beisetzung erschienen seien, fährt sie wortlos davon.
Bertrand ist plötzlich verschwunden. In einem Brief an Louis und François macht er deutlich, dass er sich neuen Projekten zuwenden will. Gerüchte gehen um, dass er in Canberra tätig ist. Louis schreibt Nina einen Brief, in dem er zugibt, eine Reise nach Canberra in Erwägung gezogen zu haben. Zudem warte er regelmäßig vor Bertrands Wohnung, in der Hoffnung, Licht zu sehen. Er stellt in seinem Brief fest, dass er glaube, dass Bertrand zurückkommen werde und dass er dann für ihn da sein wolle, weil beide gut miteinander ausgekommen seien. Nina bleibt nach Lesen des Briefes konsterniert zurück.

## Produktion
Eine merkwürdige Karriere beruht auf dem Buch Affaires étrangères von Jean-Marc Roberts, der auch am Drehbuch beteiligt war. Die Kostüme schuf Fanny Jakubowicz, die Filmbauten stammen von Dominique André. Der Film lief am 23. Dezember 1981 in den französischen Kinos an, wo er von rund 677.000 Zuschauern gesehen wurde. In der Bundesrepublik war der Film erstmals im Rahmen der Berlinale 1982 im Februar 1982 zu sehen; am 19. August 1983 kam er in die bundesdeutschen Kinos. Das ZDF zeigte den Film unter dem Titel Eine merkwürdige Geschichte am 15. August 1986 erstmals im bundesdeutschen Fernsehen.

## Synchronisation
| Rolle           | Darsteller         | Synchronsprecher      |
| --------------- | ------------------ | --------------------- |
| Bertrand Malair | Michel Piccoli     | Gert Günther Hoffmann |
| Louis Coline    | Gérard Lanvin      | Sigmar Solbach        |
| Nina Coline     | Nathalie Baye      | Marion Hartmann       |
| Francois Lingre | Jean-Pierre Kalfon | Berno von Cramm       |

## Kritik
Der film-dienst nannte Eine merkwürdige Karriere „zurückhaltend und kühl inszeniert…“. Der Film sei ein „hervorragend gespieltes Drama um die Beeinflußbarkeit menschlichen Verhaltens, um Anpassung und Selbstaufgabe sowie die Verführbarkeit durch die Aussicht auf Karriere und Macht.“ „Brillant gespielte Zurichtung eines Sklaven“, stellte Cinema fest.

## Auszeichnungen
Im Jahr 1981 erhielt Pierre Granier-Deferre für Eine merkwürdige Karriere den Louis-Delluc-Preis. Gérard Lanvin wurde mit dem Jean-Gabin-Preis ausgezeichnet. Auf der Berlinale 1982 gewann Michel Piccoli für seine Darstellung des Bertrand Malair den Silbernen Bären als Bester Darsteller. Pierre Granier-Deferre wurde mit dem Interfilm-Preis der Berlinale ausgezeichnet. Zudem lief der Film im Wettbewerb um den Goldenen Bären.
Nathalie Baye wurde 1982 mit einem César als Beste Nebendarstellerin ausgezeichnet. Der Film erhielt vier weitere César-Nominierungen: in den Kategorien Bester Hauptdarsteller (Michel Piccoli), Bester Nebendarsteller (Gérard Lanvin), Beste Regie (Pierre Granier-Deferre) und Bestes adaptiertes Drehbuch (Christopher Frank, Pierre Granier-Deferre, Jean-Marc Roberts).